# Atomaria gottwaldi
Atomaria gottwaldi is een keversoort uit de familie harige schimmelkevers (Cryptophagidae). De wetenschappelijke naam van de soort werd in 1971 gepubliceerd door Johnson.